# Le tre grandi lance del Giappone
Le tre grandi lance del Giappone sono tre lance forgiate da altrettanti celebri mastri forgiatori del Giappone:
1. Tonbogiri (蜻蛉切): Detta anche "Colei che taglia la libellula", maneggiata in passato da Honda Tadakatsu, uno dei più celebri generali di Tokugawa Ieyasu.
2. Nihongo, o Nippongo (日本号): usata un tempo nel Palazzo Imperiale, la Nihongo è stata poi posseduta da Masanori Fukushima, e in seguito da Tahei Mori. È stata recuperata, restaurata ed ora si trova al Museo della città di Fukuoka.
3. Otegine (御手杵), una lancia del periodo Muromachi, lunga 3,8 metri.